# Ambrosius Eichhorn
Ambrosius Eichhorn genannt Ambros Eichhorn (* 6. September 1758 in Wittlekofen; † 21. März 1820 im Stift St. Paul im Lavanttal) war ein Benediktiner, Lehrer, Historiker, Priester und Schriftsteller.

## Leben
Ambros wurde als Sohn eines Dorfschullehrers in Wittlekofen bei Bonndorf geboren. Nach den Grundkenntnissen, die ihm sein Vater vermittelte, besuchte er fünf Jahre die Schule der Jesuiten in Rottweil. Um Rhetorik zu studieren, begab er sich in das Kloster St. Blasien, wo er einen Stipendienplatz erhielt. Das Kloster stand in dieser Zeit unter Abt Martin Gerbert. Der spätere Abt Berthold Rottler wurde sein Lehrer in Philosophie und Theologie. Franz Josef Waitzenegger schrieb darüber: Unermüdet in der Lehre sammelte er, gleich einer Biene, alles Gute und brachte es immer sogleich in Ordnung.
Am 8. November 1779 legte er sein Gelübde ab. 1782 hatte er das Theologiestudium abgeschlossen, konnte aber altersbedingt erst ein Jahr später die Priesterweihe empfangen. In dieser Zwischenzeit befasste er sich eingehend mit Diplomatik, Numismatik und Altertumskunde. Für die eben begonnene Germania Sacra bekam er von Gerbert und Ämillian Ussermann den Auftrag zur Bistumsgeschichte von Chur. Fürstbischof Franz Dionys von Rost ließ ihm die Archive dazu öffnen. Tätig war er in dieser Zeit auch als Pfarrer in Bernau im Schwarzwald und als Novizenmeister im Kloster. 1797 erschien seine Arbeit, ausgeführt in der Klosterdruckerei. Fürstabt Mauritius Ribbele ernannte ihn zum Bibliothekar und Archivar und zum Prior des Klosters Oberried, wo er bis zur Aufhebung im Jahr 1806 tätig war.
Nach der Ankunft in St. Paul wurde er umgehend zum Präfekt des Gymnasiums Klagenfurt  ernannt. Hier war er ein strenger doch auch beliebter Lehrer und verfasste Schriften zur Geschichte Kärntens. Diese erschienen unter anderem in Hormayers Archive sowie in der Zeitschrift Carinthia. Nun berief man ihn zum Archivar in St. Paul und 1818 zum Präfekt am Stiftsgymnasium St. Paul. Doch bereits 1820 ergriff ihn eine Lungenentzündung an deren Folgen er verstarb.

## Ehrungen
In Ferlach ist der Ambros-Eichhorn-Weg nach ihm benannt.

## Werke
- Gedanken über die Freiheit, für den deutschen Landmann (Wider die Revolution in Frankreich), St. Blasien, 1793, (anonym)
- Episcopatus Curiensis in Rhaethia sub Metropoli Moguntina, chronologice ac diplomatice illustratus. Cum eodice probationum 161 documenta praecipua complectente. St. Blasien 1797
- Kurzgefasste Geschichte der Propstei Oberried und des Thales St. Wilhelm. 1805
- Libellus precum ad usus studiosae juventutis christianae. Klagenfurt, 1811
- Beiträge zur Geschichte und Topographie des Herzogtum Kärnthen. Klagenfurt, 1817[2] und 1819[3] und
- Urkunden-Sammlung zur Geschichte Kärntens, (Handschrift)